# انحياز للدوافع الخارجية
الانحياز للدوافع الخارجية أو التحيز للحوافز الخارجية (بالإنجليزية: Extrinsic incentives bias)‏ هو انحياز إنسابي يقول بأنه عندما ينظر الأشخاص إلى أعمال غيرهم، فإنهم يقومون بنسبها إلى «دوافع خارجية» (أي أنهم يقومون بالعمل من أجل المكافأة النقدية مثلا) بدلا من نسبها إلى «دوافع جوهرية داخلية» (مثل تعلم مهارة جديدة).
صَنَّف انحياز الحوافز الخارجية ضمن تحيزات العزو. وبموجبه ينسب الشخص دوافع الآخرين إلى «الحوافز الخارجية» (كالعمل من أجل مكافآت نقدية مثلًا) بدلاً من «الحوافز الجوهرية» (كتعلم مهارة جديدة مثلًا)، الأمر الذي لا يقومون به عندما يقيمون دوافعهم الخاصّة.
يعتبر هذا النوع من الانحياز المثال المقابل لخطأ العزو الأساسي؛ يفترض انحياز الدوافع الخارجية، امتلاك الآخرين دوافع ظرفية بينما يُعتَقَد بامتلاك الشخص دوافعًا متوقعة، هذا هو عكس ما يمكن أن يتوقعه خطأ العزو الأساسي. قد يساعد أيضًا في شرح بعض الآثار العكسية التي يمكن أن تحدث عندما ترتبط الدوافع الخارجية بالأنشطة التي قد يمتلك الأشخاص دافعًا جوهريًا للقيام بها. اقتُرِح المصطلح لأول مرة بواسطة تشيب هيث نقلاً عن بحث سابق أجراه آخرون في علوم الإدارة.

## مثال
طلب هيث من طلاب ماجستير إدارة الأعمال في أحد التجارب ترتيب الدوافع الوظيفية المتوقعة لممثلي خدمة العملاء في سيتي بنك. وقد كان متوسط الترتيب على النحو التالي:
1. قيمة المبلغ الذي يتقاضونه.
2. وجود الأمن الوظيفي.
3. جودة الفوائد الجانبية.
4. مقدار الثناء من المشرف.
5. القيام بشيء يجعل الفرد يشعر بالرضا عن نفسه.
6. تطوير المهارات والقدرات.
7. إنجاز شيء يستحق العناء.
8. تعلم اشياء جديدة.

كان ترتيب ممثلي خدمة العملاء لدوافعهم الخاصة على النحو التالي:
1. تطوير المهارات والقدرات.
2. إنجاز شيء يستحق العناء.
3. تعلم اشياء جديدة.
4. جودة الفوائد الجانبية.
5. وجود الأمن الوظيفي.
6. القيام بشيء يجعل الفرد يشعر بالرضا عن نفسه.
7. قيمة المبلغ الذي يتقاضونه.
8. مقدار الثناء من المشرف.

كان ترتيب الدوافع المتوقعة معاكسًا لترتيب الدوافع الفعلية تقريبًا، وعلى وجه الخصوص، تم تصنيف المرتب المالي أولًا من قبل الآخرين، أمّا بالنسبة للمجيبين أنفسهم كان ترتيبه في الأخير تقريبًا. لوحظت تأثيرات مماثلة عندما قام طلاب ماجستير إدارة الأعمال بتقييم مشرفيهم وزملائهم.

## معاكسة الانحياز
يقترح هيث محاولة استنتاج دوافع الآخرين بنفس الطريقة التي يستنتج بها الفرد دوافعه الشخصية باعتبارها وسيلةً للتخفيف من الانحياز أو معاكسته.